# Kronprins Harald (Schiff, 1961)
Die Kronprins Harald war ein 1961 in Dienst gestelltes Fährschiff der norwegischen Reederei Jahre Line, die mit diesem Neubau ihren Betrieb begann. Sie wurde bis 1976 auf der Strecke von Oslo nach Kiel eingesetzt und diente anschließend unter verschiedenen Eignern und Namen in Vietnam sowie im Mittelmeer. Nach der Ausmusterung des Schiffes 1997 erfolgte 2005 die Verschrottung im türkischen Aliağa.

## Geschichte
Die Kronprins Harald entstand unter der Baunummer 1096 in der Howaldtswerke-Deutsche Werft in Kiel und lief am 17. Dezember 1960 vom Stapel. Nach der Ablieferung an die Jahre Line am 2. Mai 1961 erfolgte im selben Monat die Indienststellung auf der Strecke von Oslo nach Kiel. Für eine Überfahrt benötigte das Schiff etwa 19 Stunden.
1974 wurde die Kronprins Harald an die Vietnam Ocean Shipping Company verkauft, blieb jedoch noch bis April 1976 im Dienst für die Jahre Line. Anschließend erfolgte die Übernahme durch den vietnamesischen Eigentümer und die Umbenennung des Schiffes in Ha Long. Den Dienst von Oslo nach Kiel übernahm im selben Jahr ein gleichnamiger Neubau. 1979 erhielt die Fähre den Namen Thong Nhat, nachdem sie an die Reederei Vietnamn Coastal Shipping verkauft worden war. Dort blieb sie weitere 12 Jahre im Einsatz.
1991 ging das Schiff unter dem Namen Panagia an die Orential Glory Maritime Company mit Sitz in Malta. Nach Umbauarbeiten kam es 1992 für die Afroessa Line auf der Strecke zwischen Piräus, Kreta, Rhodos, Limassol und Haifa zum Einsatz. 1994 ging die Panagia als Charterschiff an die Bodrum Lines, wurde aber kurz darauf aufgelegt, ohne je von der Reederei eingesetzt worden zu sein.
Neuer Eigner wurde 1996 die in Honduras ansässige Global Union Maritime. Unter dem Namen Al Safa stand die Fähre fortan im Roten Meer im Einsatz. Nach einem Jahr wurde das Schiff jedoch erneut aufgelegt und wechselte mit der Reederei Med Cruise Maritime erneut den Besitzer. Die nun Medousa genannte Fähre sollte in Chalkis für den weiteren Dienst umgebaut werden, was jedoch nie realisiert wurde. Stattdessen wurde die bei der Chalkis Shipyard ankernde Medousa 2003 nach sechs Jahren Liegezeit beschlagnahmt. Im Mai 2005 erfolgte schließlich der Verkauf zum Abbruch. Am 24. Mai traf das 44 Jahre alte Schiff in der Abwrackwerft von Aliağa ein.

## Galerie

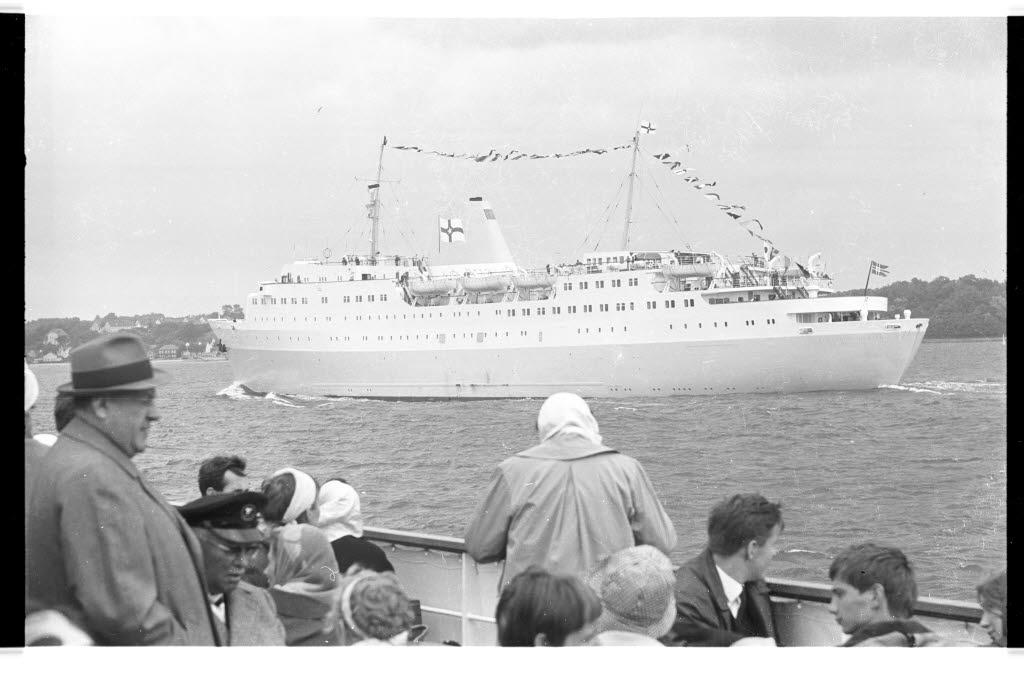
Die Kronprins Harald während der Kieler Woche 1964
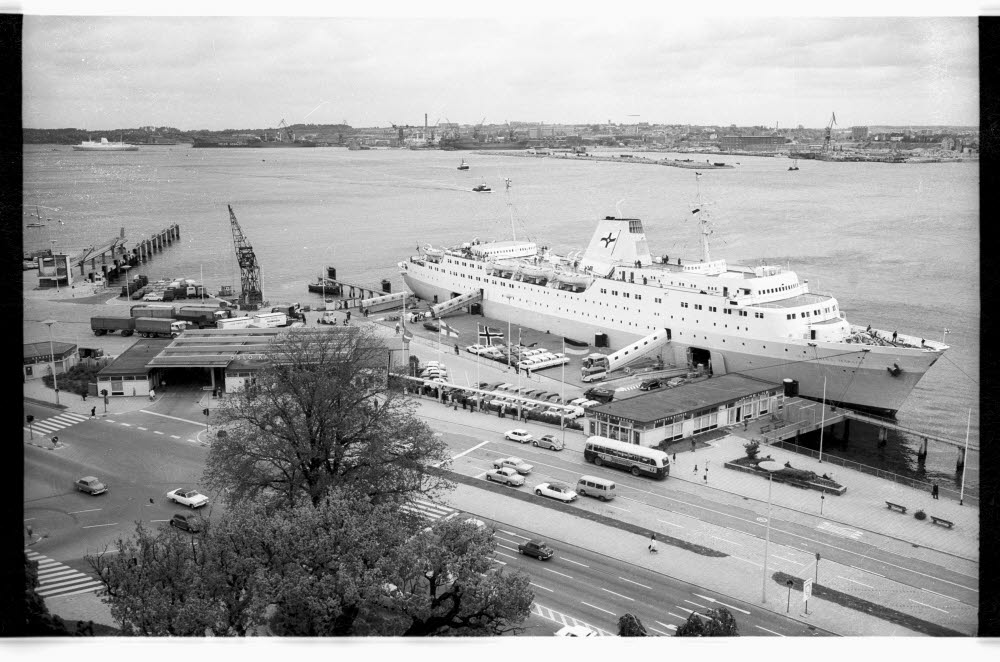
Die Kronprins Harald an ihrem Liegeplatz in Kiel, 1966
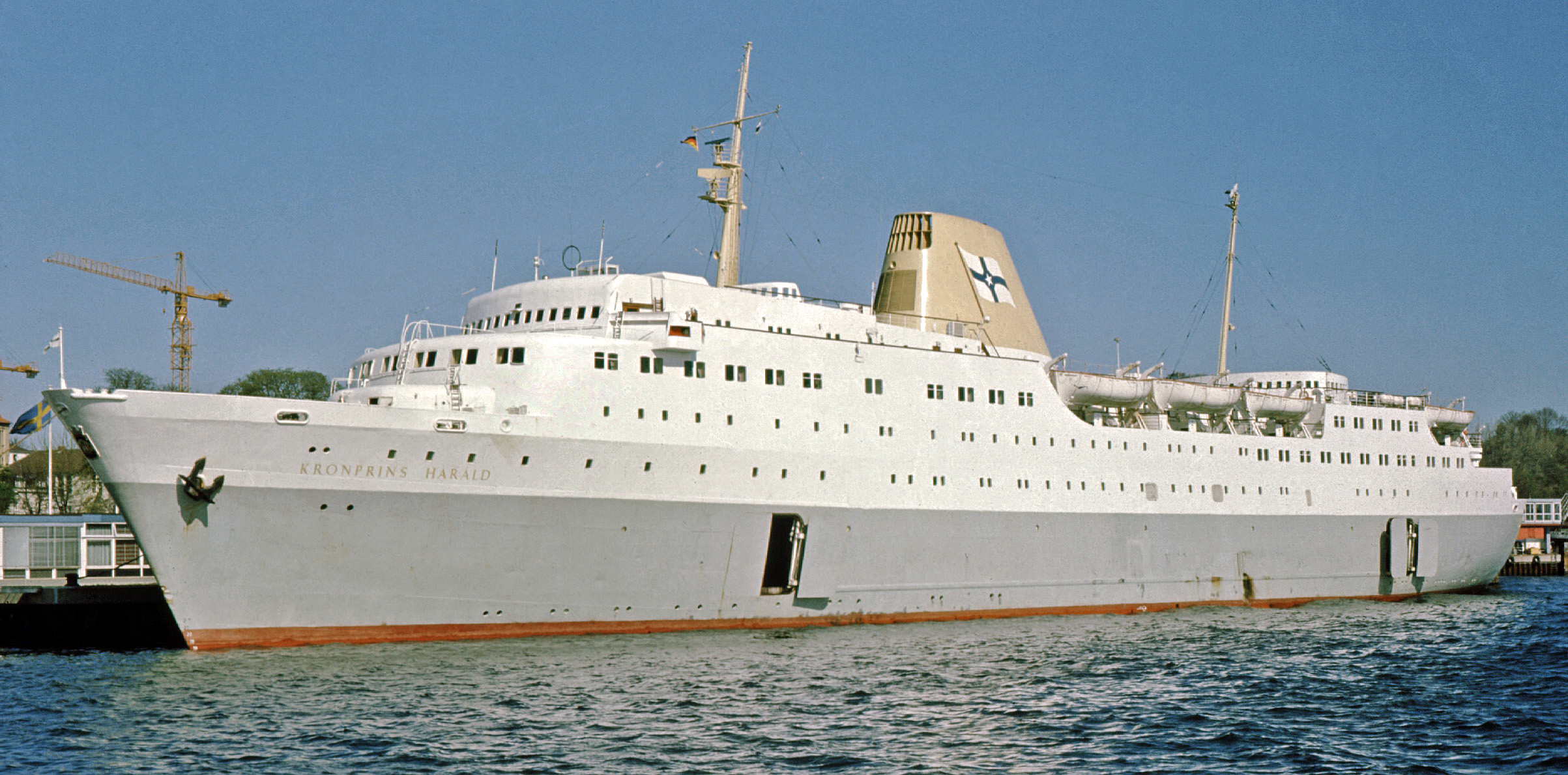
Die Kronprins Harald in Kiel, 1974
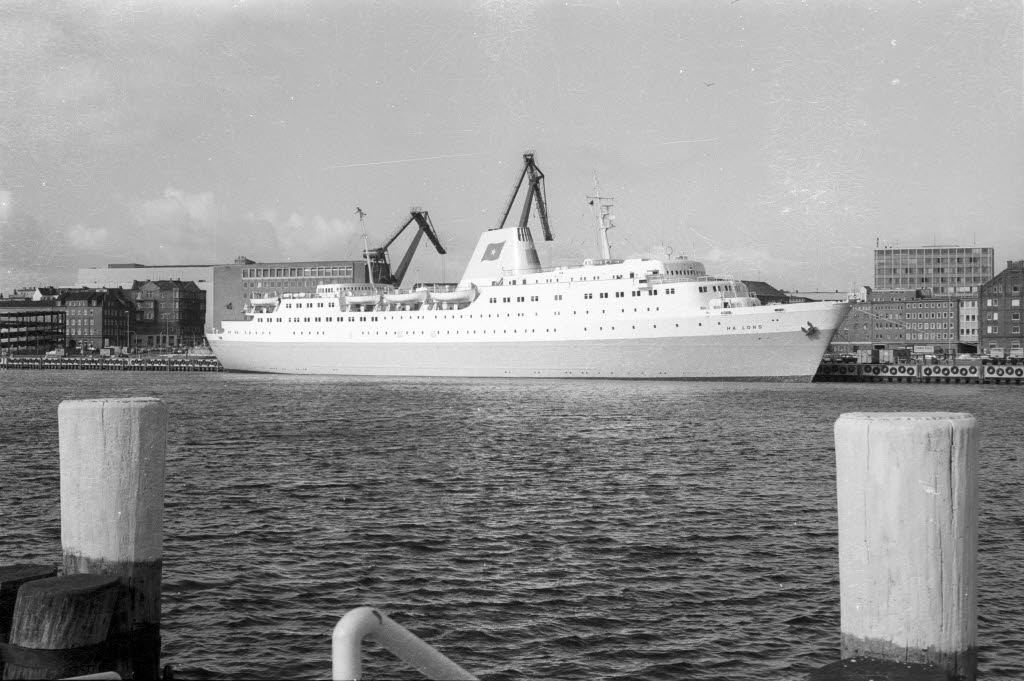
Als Ha Long kurz nach dem Besitzerwechsel, 1976
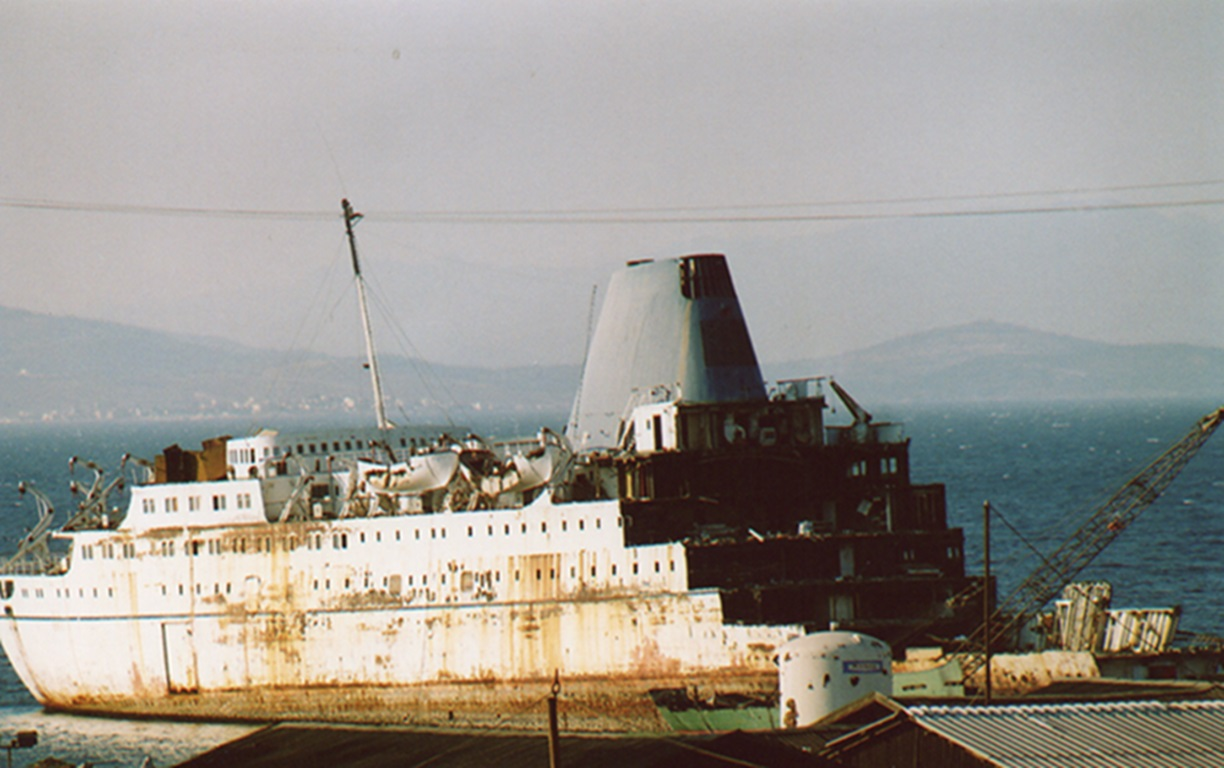
Verschrottung des Schiffes in Aliağa, 2005